# Pollenia fangensis
Pollenia fangensis este o specie de muște din genul Pollenia, familia Calliphoridae, descrisă de Hiromu Kurahashi în anul 1995.
Este endemică în Thailand. Conform Catalogue of Life specia Pollenia fangensis nu are subspecii cunoscute.